# Red Star Line Museum
Das Red Star Line Museum in Antwerpen wurde 2013 in den ehemaligen Lagerhallen der belgischen Red-Star-Line-Reederei eröffnet. Es präsentiert hauptsächlich die europäische Migration nach Amerika.

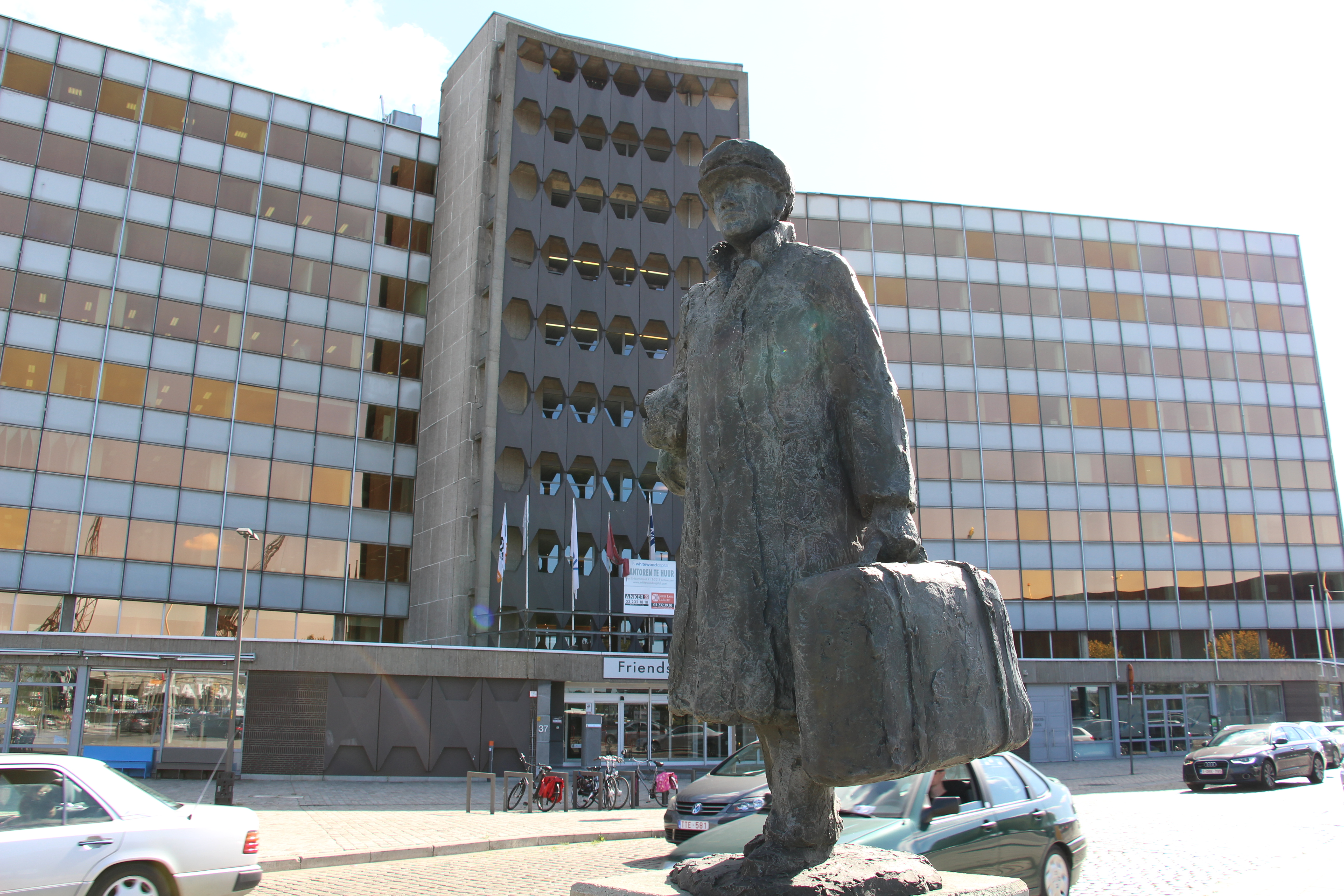
Skulptur “Der Emigrant” beim Red Star Line Gebäude

Die Red Star Line befuhr aus verschiedenen europäischen Häfen die Transatlantikrouten in die Vereinigten Staaten und nach Kanada und transportierte in Spitzenzeiten über 100.000 Menschen pro Jahr. Sie wurde 1939 aufgelöst. Zahlreiche Passagiere hatten sich und ihr Gepäck in den Lagerhallen in der Montevideostraat desinfizieren lassen müssen, waren medizinisch untersucht worden und dort war entschieden worden, wer die Reise nach den Vereinigten Staaten und Kanada antreten durfte. Das Museum zeigt in seiner ständigen Ausstellung die Emigration der Passagiere nach Nordamerika in Verbindung mit der Red Star Line angefangen bei einer Reiseagentur in Warschau über Bahnabteile, Schiffskabinen bis zur Ankunft auf Ellis Island und der Zukunft in den Vereinigten Staaten. Dabei wird der lokale Aspekt der Stadt Antwerpen und ihres Hafens ebenso aufgegriffen wie die belgische und europäische Begleitgeschichte und die Auswanderungsmotive (u. a. Antisemitismus, Armut, Nachreise zu Freunden und Familiennachzug). Dabei wird sowohl die historische als auch die derzeitige Migration thematisiert.